# Martin Ljung
Martin Vilhelm Ljung, född 15 augusti 1917 i Luleå, död 29 september 2010 i Hedvig Eleonora församling i Stockholm, var en svensk komiker och skådespelare.

## Biografi
Martin Ljung föddes i Notviken som son till Oskar Vilhelm Ljung och Alma Fredrika Björk. Han var en originell komiker som började sin yrkesbana som smedhalva hos SJ hemma i Norrbotten.
När Ljung kom till Stockholm tog han teaterlektioner för Dramatenskådespelaren Ivar Kåge, och sommaren 1947 spelade han en mindre roll som "Andre friaren" i Skansenteaterns uppsättning av Holger Drachmanns Det var en gång med Sonja Wigert och Sture Lagerwall i ett par av de stora rollerna. Han filmdebuterade samma år med småroller i flera filmer.
Han tillhörde kärntruppen i Povel Ramels Knäppupp-produktioner. Samarbetet med Ramel började med att Ljung med sin karakteristiska basröst imiterade en biograforgel i radioprogrammet Frukostklubben 1947.
I den allra första Knäppupp-revyn Akta huvet (1952) gjorde han succé som hypokondrikern Viking. Flera av Ljungs monologer och oneliners har blivit självklara klassiker inom svensk humor. Hit hör Fingal Olsson, 55:an Olga och Rock-Fnykis. Rock-Fnykis blev största framgång på skiva. Den toppade branschtidningen Show Business försäljningslista i hela tre månader (februari-april 1959) och såldes i över 100 000 exemplar. Andra skivframgångar var Ester och Skojten samt Guben i låddan tillsammans med Hans Alfredson.
I mitten av 1960-talet hade Martin Ljung huvudrollen i den svenska versionen av radioföljetongen Dickie Dick Dickens. Han var med i flera av Knäppupps filmproduktioner, bland andra I rök och dans, Ratataa och Den store amatören. Han spelade farlig sjörövare (Jocke med kniven) i Pippi Långstrump på de sju haven (1970) och var med i Per Oscarssons film Sverige åt svenskarna (1980). Filmdebuten skedde emellertid redan 1947 i Tappa inte sugen. Han samarbetade ofta med Hasse och Tage, bland annat i Spader, Madame! på Oscarsteatern 1969, filmen Äppelkriget (1971) och revyn Glaset i örat på Berns 1973. 1973 spelade han också revy hos Hagge Geigert i Göteborg. 1979 och 1980 spelade han komedi mot Inga Gill på Nya Teatern i Göteborg, bland annat i Plaza Suite av Neil Simon. Han gjorde även rollen som Farbror Frippe i barnprogrammet Farbror Frippes skafferi 1976.
Martin Ljung kunde ofta med små medel göra en biroll till en huvudroll, exempelvis när han spelade betjänten i Charleys Tant (1977), ficktjuven i Rampfeber (1983) och moralisten i Gamle Adam (1984), samtliga på Vasan i Stockholm. Han medverkade i musikalen Spök (1981) och i Skål på Maximteatern 1985. I början av 1990-talet gjorde han karriär som ståuppkomiker med nyskrivet material som blandades med klassiker som Fingal Olsson och Ester.
Ljung avled den 29 september 2010 i sitt hem i Stockholm. Han är begravd på Galärvarvskyrkogården i Stockholm.

## Filmografi i urval
- 1947 – Stackars lilla Sven
- 1947 – Rallare
- 1947 – Här kommer vi
- 1947 – Kronblom
- 1950 – Rågens rike
- 1950 – När Bengt och Anders bytte hustrur
- 1951 – Det var en gång en sjöman
- 1951 – Fröken Julie
- 1951 – Oss fakirer emellan (kort förfilm på bio)
- 1952 – Kalle Karlsson från Jularbo
- 1953 – I dur och skur
- 1954 – I rök och dans
- 1956 – Ratataa
- 1957 – Far till sol och vår
- 1957 – Kortknäpp (kort bio-förfilm åt Far till sol och vår)
- 1958 – Den store amatören
- 1964 – Svenska bilder
- 1964 – Hr M. Ljung, Valhallavägen 117 2 tr. ö.g. (TV-serie)
- 1968 – Mannen som inte kunde le
- 1970 – Pippi Långstrump på de sju haven
- 1971 – Äppelkriget
- 1971 – Niklas och Figuren
- 1975 – Champagnegalopp
- 1977 – Semlons gröna dalar (TV-serie)
- 1980 – Sverige åt svenskarna
- 1982 – Alberts underliga resa (TV-serie)

## Kända monologer och sketcher
- Ester
- Skojten
- 55:an Olga
- Rock-Fnykis
- Viking
- Guben i låddan
- Upptäcktsresanden
- Att vara rolig
- Pantomimikern
- Lektion i komedi
- Hamlet
- Kanonkungen
- Kromosomtalaren

## Diskografi
Diskografier finns på Svensk underhållningsmusik, revyer och film 1900–1960, och på Discogs.

## Teater

### Roller (ej komplett)
| År   | Roll                                                                    | Produktion                                                                            | Regi                          | Teater                     |
| ---- | ----------------------------------------------------------------------- | ------------------------------------------------------------------------------------- | ----------------------------- | -------------------------- |
| 1947 | Andre friaren                                                           | Det var en gång... Holger Drachmann                                                   | Åke Ohberg                    | Skansens friluftsteater    |
| 1950 | Medverkande                                                             | Komik på liten gata, revy Nils Perne och Sven Paddock                                 | Sven Paddock                  | Scalateatern               |
| 1952 | Medverkande                                                             | Knäppupp I - Akta huvet, revy Povel Ramel                                             | Per-Martin Hamberg            | Lorensbergs Cirkus/ Folkan |
| 1953 | Medverkande                                                             | Djuprevyn 2 meter, revy Povel Ramel och Yngve Gamlin                                  | Egon Larsson                  | Idéonteatern               |
| 1954 | Medverkande                                                             | Knäppupp II - Denna sida upp, revy Povel Ramel och Yngve Gamlin                       | Per-Martin Hamberg            | Idéonteatern               |
| 1955 | Medverkande                                                             | Spectacle, revy Povel Ramel och Yngve Gamlin                                          | Carl-Gustaf Kruuse af Verchou | Idéonteatern               |
| 1956 | Medverkande                                                             | Knäppupp III - Tillstymmelser, revy Povel Ramel                                       | Per-Martin Hamberg            | Idéonteatern               |
| 1958 | Canemus Gemén Svarta Malin Riddar Bertrand Tre Ripor Mrs. Myra Skipaway | Funny Boy, revy Hasse Ekman och Povel Ramel                                           | Hasse Ekman                   | Idéonteatern               |
| 1959 | Lektor Helmer Kotte                                                     | Doktor Kotte slår till eller Siv Olson Hans Alfredson och Tage Danielsson             | Per Edström                   | Idéonteatern               |
| 1960 | Medverkande                                                             | Alla 4, revy Povel Ramel                                                              | Hans Dahlin                   | Idéonteatern               |
| 1961 | Medverkande                                                             | I hatt och strumpa, revy Hans Alfredson, Tage Danielsson, Owe Thörnqvist, Povel Ramel | Mille Schmidt                 | Idéonteatern               |
| 1962 | Medverkande                                                             | Tält Side Story, revy Hans Alfredson, Tage Danielsson, Owe Thörnqvist, Povel Ramel    | Mille Schmidt                 | Turné                      |
| 1962 | Medverkande                                                             | Dax igen Povel Ramel                                                                  | Herman Ahlsell                | Idéonteatern Turné         |
| 1964 |                                                                         | Den stora effekten Robert Dhery                                                       | Stig Ossian Eriksson          | Idéonteatern               |
| 1964 | Medverkande                                                             | Nya ryck i snöret, revy Emil Norlander, Povel Ramel, Beppe Wolgers                    | Åke Falck                     | Idéonteatern               |
| 1965 | Medverkande                                                             | Ta av dej skorna, revy Povel Ramel och Beppe Wolgers                                  | Egon Larsson                  | Turné/ Idéonteatern        |
| 1966 | Medverkande                                                             | Bom krasch, revy Beppe Wolgers                                                        | Johan Bergenstråhle           | Idéonteatern               |
| 1967 | Medverkande                                                             | Svendska revyn, revy Svend Asmussen och Beppe Wolgers                                 | Mille Schmidt                 | Idéonteatern               |
| 1968 | Medverkande                                                             | Sommarentusiasterna, revy Povel Ramel och Beppe Wolgers                               | Hasse Ekman                   | Turné                      |
| 1969 | Astolf                                                                  | Spader, Madame! eller Lugubert sa Schubert Hans Alfredson och Tage Danielsson         | Tage Danielsson               | Oscarsteatern              |
| 1970 | Leopold-Maria                                                           | Csardasfurstinnan Emmerich Kálmán, Leo Stein och Béla Jenbach                         | Isa Quensel                   | Oscarsteatern              |
| 1974 | Medverkande                                                             | Hej på dig, du gamla primadonna, Karl Gerhard-kavalkad                                | Per Gerhard                   | Vasateatern                |
| 1976 | Hinzelmann                                                              | Vita hästen Hans Müller och Ralph Benatzky                                            | Jackie Söderman               | Oscarsteatern              |
| 1977 | Brassett                                                                | Charleys tant Brandon Thomas                                                          | Per Gerhard                   | Vasateatern                |
| 1981 | Bernhard                                                                | Spök Björn Skifs, Bengt Palmers och Bo Carlgren                                       |                               | Maximteatern               |
| 1983 | Manfred Mowbray                                                         | Rampfeber Michael Frayn                                                               | Per Gerhard                   | Vasateatern                |
| 1984 |                                                                         | Gamle Adam Franz Arnold och Ernst Bach                                                | Per Gerhard                   | Vasateatern                |
| 1989 | Brassett                                                                | Charleys tant Brandon Thomas                                                          | Per Gerhard                   | Vasateatern                |
| 1991 |                                                                         | Sköna Helena Jacques Offenbach, Henri Meilhac och Ludovic Halévy                      | Georg Malvius                 | Vasateatern                |

## Priser och utmärkelser
- 1981 – Karl Gerhards Hederspris
- 1982 – Olof Högberg-plaketten
- 1988 – Purjolökspriset
- 1997 – Revyräven
- 1998 – Hedersledamot vid Norrlands nation
- 2001 – Fridolf Rhudin-priset
- 2007 – SKAP:s hederspris